# Gérald Gassiot-Talabot
Gérald Gassiot-Talabot, né le 13 novembre 1929 à Alger et mort le 13 juin 2002 à Paris 16e,, est un éditeur et critique d'art qui a inventé le concept de « figuration narrative ». 

## Biographie

### L'éditeur
Gérald Gassiot-Talabot a été le responsable des Guides bleus et le directeur des Éditions du Chêne au sein du groupe Hachette Livre. Il a aussi lancé, chez cet éditeur, la collection du Guide du routard.

### Le critique d’art
Gérald Gassiot-Talabot a été aussi un critique d’art influent. Cofondateur de la revue artistique Opus international, puis critique dans la revue Verso, il a eu l'idée de rassembler, sous l'expression générique de « figuration narrative », le travail de jeunes artistes des années 1960-1980.
Gérald Gassiot-Talabot a écrit sur de très nombreux autres artistes d'autres tendances (comme l'abstraction géométrique représentée par Antoine de Margerie ou Simona Ertan) et publié de nombreux ouvrages.
Il fut délégué adjoint aux arts plastiques et inspecteur général de la création artistique au ministère de la Culture au début des années 1980.